# جفری ای هافمن
جفری الن هافمن (به انگلیسی: Jeffrey Alan Hoffman) فضانورد اهل کشور ایالات متحده آمریکا است که در ۲ نوامبر ۱۹۴۴ میلادی در بروکلین، نیویورک زاده شد. وی در مأموریت اس‌تی‌اس-۵۱-دی، اس‌تی‌اس-۳۵، اس‌تی‌اس-۴۶، اس‌تی‌اس-۶۱، اس‌تی‌اس-۷۵ حضور داشته است.